# Nhạc thế giới
Nhạc thế giới hay nhạc toàn cầu, nhạc quốc tế (tiếng Anh: world music, global music hay international music) là một thuật ngữ có nhiều định nghĩa đa dạng khác nhau, nhưng thường chủ yếu dùng để chỉ một thể loại âm nhạc. Bằng chứng là những định nghĩa về "nhạc thế giới" là "tất cả âm nhạc trên thế giới", "âm nhạc địa phương của dân tộc khác" hoặc "âm nhạc không phải từ phương Tây". Trong định nghĩa cổ điển, "nhạc thế giới" là âm nhạc truyền thống hoặc âm nhạc dân gian của một nền văn hóa được tạo ra và chơi bởi nghệ sĩ bản địa và liên quan chặt chẽ đến âm nhạc tại khu vực xuất xứ của họ  Thuật ngữ này ban đầu được dùng để chỉ âm nhạc dân tộc cụ thể, cho dù toàn cầu hóa đang dần mở rộng phạm vi, thuật ngữ này thường bao gồm nhiều phân loại lai ví dụ như world fusion, global fusion, ethnic fusion  và worldbeat.
Những thuật ngữ này cũng có thể được coi là một phân khúc trong thể loại nhạc pop, cho nên thuật ngữ "nhạc thế giới" để chỉ thể loại âm nhạc mà cũng được phân loại theo các thể loại khác.

## Thuật ngữ
Thuật ngữ này đã được cho là do nhà nghiên cứu âm nhạc dân tộc Robert E. Brown, người đã đặt ra khái niệm này trong những năm 1960 tại Wesleyan University ở Connecticut, nơi ông đang theo học năm cuối các chương trình tiến sĩ. Để nâng cao quá trình học tập, ông đã mời hơn mười người biểu diễn từ châu Phi và châu Á và bắt đầu một loạt chương trình biểu diễn "world music".. Thuật ngữ này đã trở thành hiện thực vào những năm 1980 như là một phương tiện tiếp thị/phân loại trong lĩnh vực truyền thông và công nghiệp âm nhạc, và nó thường được sử dụng để phân loại bất kỳ loại âm nhạc nào ngoài-phương Tây.
Có một vài định nghĩa xung đột về "world music". Một là nó bao gồm "tất cả âm nhạc trên thế giới", mặc dù một định nghĩa rộng như vậy làm cho từ này trở nên hầu như vô nghĩa.. Thuật ngữ này cũng dùng như là một phân loại âm nhạc trong đó kết hợp phong cách nhạc pop phương Tây với một trong những dòng nhạc ngoài-phương-Tây mà thường được mô tả là âm nhạc dân gian hay "âm nhạc dân tộc. Tuy nhiên, "World music" không phải là âm nhạc dân gian truyền thống đơn thuần. Nó cũng có thể bao gồm nhiều khía cạnh của phong cách nhạc pop. Nói ngắn gọn, nó có thể được mô tả như là "âm nhạc địa phương ở bên ngoài kia", ", or "someone else's local music".. Nó là một thuật ngữ thể loại rất mơ hồ với một số lượng ngày càng tăng các thể loại phụ dưới cái khái niệm "world music" để nắm bắt xu hướng phong cách và hình thái của âm nhạc dân tộc kết hợp, bao gồm cả các yếu tố "phương Tây" (ví dụ được lưu ý trong phần này).
"World music" có thể kết hợp quy mô âm nhạc, mô hình âm nhạc đặc biệt không thuộc phương Tây và/hoặc âm nhạc láy, và thường có giao thoa với những nhạc cụ dân tộc truyền thống đặc biệt, chẳng hạn như kora (kèn Tây Phi), trống thép, sitar hay didgeridoo.
Âm nhạc từ khắp nơi trên thế giới tạo ra những ảnh hưởng giao lưu văn hóa rộng rãi vì các phong cách ảnh hưởng đến nhau một cách tự nhiên, và trong những năm gần đây "world music" cũng đã được bán trên thị trường và là một thể loại nhạc thành công. Nghiên cứu học thuật về "world music", cũng như các thể loại âm nhạc và các nghệ sĩ cá nhân có liên quan, có thể tìm thấy trong các lĩnh vực chẳng hạn như nhân loại học, nghiên cứu văn hóa dân gian, nghiên cứu các buổi biểu diễn và âm nhạc dân tộc.

### Sự phát triển của thuật ngữ
Trong thời đại của nhạc kỹ thuật số, sự phong phú của âm nhạc chất lượng cao, âm nhạc dân tộc, trích đoạn âm thanh và loop từ mọi khu vực nổi tiếng thường được sử dụng trong nhạc thương mại, điều này đã mở ra một không gian âm nhạc bản địa to lớn cho các nghệ sĩ độc lập và phát triển. Những ảnh hưởng này sinh sôi nảy nở một cách nhanh chóng trong một ngành công nghiệp âm nhạc dựa trên web và đang lan ra ngày càng rộng, mà phần lớn là "tự quảng bá", thông qua số lượng ngày càng nhiều nghệ sĩ -âm nhạc-thân thiện-độc lập, các tùy chọn kênh âm nhạc trên internet, chẳng hạn như Last.fm, Rhapsody, Live365, Jango Artist Airplay và ReverbNation. Một sự pha trộn của âm nhạc cội rễ trong môi trừơng toàn cầu, dòng đương đại đã trở nên rõ ràng, điều này đã làm yếu đi vai trò quan trọng mà các hãng đĩa có thể có được trong việc nhận thức văn hóa của ranh giới thể loại. Kết quả là, định nghĩa của thể loại này đã trở nên biến đổi đặc biệt khác nhau, và được xác định bởi các ý kiến đa dạng và trên phạm vi rộng.
Cách gọi tương tự giữa các phân loại phụ khác nhau rõ ràng theo thể loại âm nhạc chính, chẳng hạn như world, rock và pop có thể là mơ hồ và khó hiểu cho những người quản lý ngành công nghiệp âm nhạc cũng như là cho người tiêu dùng. Điều này đặc biệt đúng trong bối cảnh của "World music", vì xu hướng nhạc pop chịu ảnh hưởng nhạc dân tộc là thể loại được xác định bởi "nhận thức của người tiêu dùng" hoặc cũng là do các diễn đàn âm nhạc chi phối nền tảng để phân biệt chủng loại. Các học giả có xu hướng đồng ý rằng, trong thế giới ngày nay, chính những đánh giá âm nhạc của người tiêu dùng hay viết blog, và nhận thức của con người về văn hóa âm nhạc toàn cầu là cơ sở cuối cùng để thiết lập định nghĩa từ sự không rõ ràng thể loại, bất chấp việc diễn đàn tiếp thị của các công ty và báo chíâm nhạc có phân biệt rõ ràng danh mục này hay không.Việc chuyển đổi dần dần của thể loại world music từ một bối cảnh rõ ràng có cội rễ âm nhạc truyền thống sang một danh sách mở rộng các thể loại pha trộn nhỏ là một ví dụ tốt cho thấy ranh giới thể loại có thể chuyển động trong nền văn hóa pop toàn cầu hóa toàn cầu hóa. Định nghĩa nguyên thủy cổ điển của "World music" đã được phần nào tạo ra để hướng dẫn người ta có một nhận biết cảm nhận được và phân biệt giữa các âm nhạc bản địa truyền thống với những dòng nhạc đang dần bị pha loãng bởi văn hóa pop, và  cuộc tranh luận hiện đại về việc làm sao có thể duy trì nhận thức đó trong các thể loại phong phú đa dạng của world music đang diễn ra.

## Ví dụ

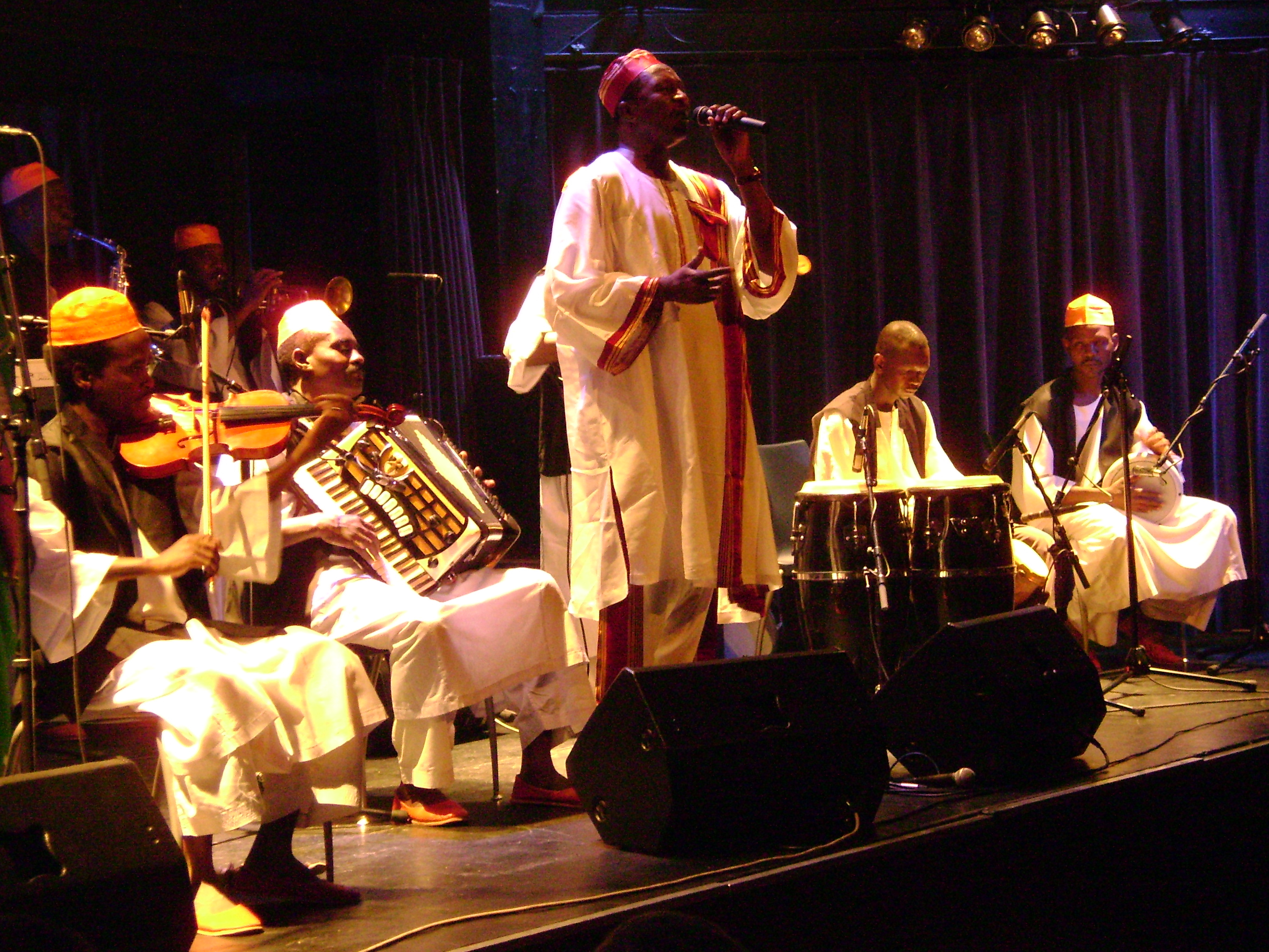
Omer Ihsas & Peace Messengers

Ví dụ về các hình thức phổ biến của world music bao gồm các hình thức khác nhau của âm nhạc cổ điển ngoài-châu-Âu (ví dụ như nhạc koto Nhật Bản, nhạc [raga] Ấn Độ, nhạc tụng kinh Tây Tạng, âm nhạc dân gian Đông Âu (vd. nhạc của các làng Balkans), âm nhạc dân gian Bắc Âu và nhiều hình thức âm nhạc dân gian và của các bộ tộc ở Trung Đông, Châu Phi, Châu Á, Châu Đại Dương, Trung Mỹ và Nam Mỹ. Nhạc sĩ Breton- Alan Stivell đã tiên phong trong việc kết nối giữa âm nhạc dân gian truyền thống, rock hiện đại và "World music trong album năm 1970 mang tên Renaissance của Celtic Harp.
Sự đa dạng của world music bao gồm các hình thức riêng biệt của âm nhạc dân tộc từ các vùng địa lý đa dạng. Những thể loại khác biệt của âm nhạc dân tộc thường được phân loại với nhau bằng sự thuần khiết về nguồn gốc bản địa của nó. Trong thế kỷ 20, sự phát minh ghi âm, du lịch hàng không quốc tế chi phí thấp và khả năng giao tiếp toàn cầu giữa các nghệ sĩ và công chúng nói chung đã được tăng lên đến mức một hiện tượng liên quan được gọi là âm nhạc "đan xen ". Nghệ sĩ đến từ các nền văn hóa đa dạng và các nơi có thể dễ dàng kiếm được các bản (ghi âm) nhạc từ khắp nơi trên thế giới, xem và nghe các nhạc sĩ lưu diễn đến từ các nền văn hóa khác và lưu diễn tại các nước khác để chơi âm nhạc của riêng họ, điều này tạo ra một sự pha trộn giữa các phong cách.
Trong khi công nghệ truyền thông cho phép tiếp cận nhiều hơn các hình thức âm nhạc ít người biết, áp lực thương mại hóa cũng tạo ra nguy cơ đồng nhất âm nhạc ngày càng tăng, làm mờ bản sắc khu vực, và làm tuyệt chủng dần việc sản xuất ra những dòng âm nhạc truyền thống của địa phương.

## Ví dụ về âm nhạc lai
Kể từ khi ngành công nghiệp âm nhạc đưa ra thuật ngữ này, thì phạm vi đầy đủ hơn về cái mà một người tiêu dùng trung bình của âm nhạc định nghĩa về âm nhạc "world" trong thị trường hiện nay đã phát triển lên bao gồm một sự "pha trộn" hỗn hợp của âm nhạc dân tộc truyền thống, về mặt phong cách và trình diễn,, và thể loại "world music" phái sinh đã được đặt ra để chỉ các lai, chẳng hạn như World fusion, Global fusion, Ethnic fusion hay Worldbeat. Ví dụ điển hình về dạng lai, world fusion là, Ailen / Tây Phi pha trộn của nhóm nhạc Afro Celt Sound System, ]],, âm nhạc đa văn hóa của Aomusic  và nhạc jazz / dân gian Phần Lan của Värttinä, ]],, mỗi loại nhạc này đều nhuốm màu đương đại, chịu ảnh hưởng Phương Tây - một yếu tố ngày càng đáng chú ý trong thể loại mở rộng của world music. World fusion/Worldbeat/Ethnic fusion/Global fusion cũng có thể pha trộn những âm thanh bản địa với các yếu tố Western pop trắng trợn hơn nữa. Ví dụ rõ ràng nhất là album Graceland của Paul Simon, trong đó chúng ta có thể nghe thấy nhạc Mbaqanga của Nam Phi, hay tác phẩm của Peter Gabriel với ca sĩ Sufi của Pakistan, Nusrat Fateh Ali Khan và dự án Deep Forest, trong đó giọng hát Tây Phi được pha trộn với kết cấu nhịp điệu và cấu trúc giai điệu đương đại và phương Tây. Những ban nhạc gần đây thử nghiệm với hình thức lai world music bao gồm Vampire Weekend, The Very Best & Yeasayer, nhiều nhóm trong số đó đã có cảm hứng từ tác phẩm của Paul Simon.
Tùy thuộc vào phong cách và bối cảnh, World music đôi khi có thể bị xếp chung với thể loại [New age], đây là một thể loại thường bao gồm nhạc Ambient và thể hiện kết cấu từ các nguồn âm nhạc bản địa và cội rễ. Ví dụ điển hình là Tibeten bowls (âm nhạc tụng kinh có nguồn gốc từ Tây Tạng), Tuvan throat singing (kỹ thuật hát trong cổ họng của người Tuva), Gregorian Chant (nhạc thánh ca Gregory) hoặc Native American flute (nhạc bằng thổi sáo của người Mỹ bản địa). "World music" pha trộn với âm nhạc "New age" là một dạng âm thanh, có thể phân loại như thể loại lai, Ethnic fusion. Ví dụ về Ethnic fusion là bản "Face-to-Face" từ album "Beyond Grand Canyon" của Nicholas Gunn, trong đó nhạc thổi sáo của người Mỹ bản địa kết hợp với bộ nhạc tổng hợp synthesizer, và bài "Four Worlds " từ album "The Music of the Grand Canyon", trong đó đặc biệt có tiếng nói của Saltboy Razor, một người Mỹ bản địa thuộc dân tộc Navajo India Nation.

### World fusion
Thể loại nhỏ World fusion thường bị nhầm lẫn cho là chỉ dành riêng để chỉ sự pha trộn của các yếu tố jazz fusion phương Tây với "world music". Mặc dù một hình thức lai dễ rơi vào thể loại World fusion, thì hậu tố "fusion" (có nghĩa là "hợp nhất") trong khái niệm World fusion không nên hiểu là chỉ jazz fusion. Jazz phương Tây được kết hợp với các yếu tố mạnh mẽ của world music được gọi chính xác hơn là World fusion jazz, Ethnic jazz hoặc jazz-không-phải-của- phương Tây.. World fusion và Global fusion gần như đồng nghĩa với thuật ngữ "Worldbeat, và mặc dù chúng được coi là thể loại nhỏ trong dòng nhạc phổ biến, chúng cũng có thể ám chỉ tính "phổ quát" của thuật ngữ tổng quát hơn:" World music.. Trong suốt những năm 70 và 80, fusion trong thể loại nhạc jazz là ngụ ý sự pha trộn của nhạc jazz và nhạc rock, đó chính là nguồn gốc của giả thiết gây hiểu nhầm này.

## Những thể loại nhạc ngoài-phương-Tây phổ biến
Mặc dù chủ yếu mô tả âm nhạc truyền thống, thể loại "world music" cũng bao gồm âm nhạc phổ thông từ các cộng đồng đô thị ngoài-phương-Tây (ví dụ như âm nhạc "thị trấn" Nam Phi) và các hình thức âm nhạc ngoài-châu-Âu mà đã bị ảnh hưởng bởi cái gọi là âm nhạc thế giới thứ ba (ví dụ như âm nhạc Afro-Cuba), mặc dù những ca khúc phổ biến theo phong cách châu Âu có nguồn gốc từ các nước không nói tiếng Anh ở Tây Âu (ví dụ: nhạc pop của Pháp) sẽ không được coi là "World music".
Paris là một trong các thủ đô châu Âu tuyệt vời cho "world music". Trong nhiều năm, thành phố này đã thu hút rất nhiều nhạc sĩ từ các thuộc địa cũ ở Tây Phi và Bắc Phi. Sự phát triển này được tăng cường bởi một thực tế là có rất nhiều buổi biểu diễn và nhiều tổ chức giúp thúc đẩy dòng nhạc này.
Âm nhạc Algeria n và Maroc hiện diện quan trọng tại thủ đô Pháp. Hàng trăm ngàn người nhập cư Algeria và Maroc đã định cư tại Paris, mang lại âm thanh của Amazigh (Berber), rai, và âm nhạc Gnawa. Nhạc rai của Algeria cũng có một lượng lớn khán giả Pháp.
Cộng đồng Tây Phi cũng rất lớn, hội tụ những người từ Senegal, Mali, Ivory Coast (Bờ Biển Ngà), Guinea. Họ đã giới thiệu nhạc Manding jeli, mbalax và những phong cách khác.

## Sau năm 1987: WOMAD và sau này
Một nguồn gốc của thuật ngữ này bắt đầu từ Ngày World Music (World Music Day, Fête de la Musique) vào năm 1982 tại Pháp. Kể từ đó, Ngày World music đã được tổ chức vào ngày 21 tháng 6 hàng năm. Vào thứ Hai ngày 29 tháng 6 năm 1987, một cuộc họp của các bên liên quan tập trung để tìm cách quảng cáo cho thể loại này. Sự quan tâm của công chúng đã xuất hiện với việc phát hành album Graceland năm 1986 của Paul Simon. Ẩn chứa đằng sau album này thể hiện sự nhạy cảm của ca sĩ bằng cách sử dụng các âm thanh mà ông say mê khi nghe các nghệ sĩ từ Nam Phi, gồm có Ladysmith Black Mambazo và Savuka. Dự án này và công việc của Peter Gabriel và Johnny Clegg cùng những người khác, ở một mức độ nào đó, đã giới thiệu âm nhạc-ngoài-Châu Âu đến một đối tượng rộng lớn hơn. Họ nhận thấy đây là một cơ hội không nên bỏ qua.
Trước năm 1987, "World music" đã có lượng thính giả, nhưng vẫn còn khó cho các bên quan tâm nếu muốn bán âm nhạc của họ đến các cửa hàng âm nhạc lớn hơn. Mặc dù các cửa hàng âm nhạc chuyên nghiệp đã đóng vai trò quan trọng trong việc phát triển thể loại này trong nhiều năm qua, những hãng thu âm, đài truyền hình và các nhà báo đã thấy rất khó để xây dựng một lượng fan hâm mộ vì bản thân âm nhạc này dường như quá khan hiếm. Tuy nhiên, họ nhận thức rằng jazz và thị trường cổ điển đã phát triển một đối tượng thính giả đan chéo và quyết định rằng cách tốt nhất sẽ là phải có một chiến lược tập thể nhằm mang âm nhạc này đến đối tượng rộng lớn hơn.
Vào khoảng thời gian này, tổ chức Cultural Co-operation (Hợp tác văn hóa) đã bắt đầu Music Village festival (Lễ hội âm nhạc làng mạc). Một dạng lễ hội "World music" tự do đang còn tiếp tục cho đến ngày nay. Một mạng lưới các nghệ sĩ World music cũng được thiết lập để quảng bá công việc của họ.

### Hội nghị năm 1987
Tại mở đầu của hội nghị năm 1987, nhạc sĩ Roger Armstrong thông báo lý do tại sao cần phải được thực hiện một cái gì đó:
{{ [Ông] cảm thấy rằng vấn đề chính là trong việc bán các sản phẩm âm nhạc cho các cửa hàng bán lẻ ở Anh, và đặc biệt, thực tế là họ không biết làm thế nào để phân chia mạch lạc. Điều này làm nản [các cửa hàng bán lẻ] trong việc lưu trữ các sản phẩm này và làm khó cho người mua đĩa nếu muốn làm quen với catalog sản phẩm của chúng tôi.}}
Mối quan tâm đầu tiên của cuộc họp là để chọn một cái tên chung mà sau này dòng nhạc "mới" này sẽ được đưa vào. Đề xuất bao gồm "world beat" và những từ tiền tố như "hot" hay "tropical" (nhiệt đới) thêm vào cái tên thể loại hiện có. Thuật ngữ "World music" đã chiến thắng sau khi họ biểu quyết bằng cách giơ tay, nhưng ban đầu nó không có nghĩa là tiêu đề cho một thể loại hoàn toàn mới, mà là một cái gì đó mà tất cả các hãng thu âm có thể ghi trên bìa đĩa để phân biệt chúng trong những chương trình sắp tới. Sau đó, họ đã đồng ý rằng cho dù có hay không những chiến lược công khai, đây không phải là một câu lạc bộ độc quyền và đây là vì lợi ích của tất cả, cho nên bất kỳ hãng thu nào bán loại nhạc này sẽ có thể tận dụng ưu thế đó.
Một vấn đề cần được giải quyết là các phương pháp phân phối tồn tại vào thời điểm đó. Hầu hết các hang đĩa không hài lòng với việc thiếu kiến thức chuyên môn của người bán hàng dẫn đến dịch vụ kém; đó cũng là sự ngần ngại của các cửa hàng lớn trong việc bán thể loại nhạc này, bởi vì rõ ràng dễ hiểu là họ thích phát hành số lượng lớn hơn mà có thể được quảng bá trong phạm vi cửa hàng. Rất khó để biện minh cho một chi phí trưng bày lớn nếu số lượng tồn kho ở các cửa hàng bị hạn chế.

## Marketing
Một trong những chiến lược marketing được sử dụng trong thị trường đĩa nhựa vào thời điểm đó là việc sử dụng các thẻ duyệt, mà những thẻ này sẽ xuất hiện trong các rãnh đĩa. Một phần trong chiến dịch "world music" đã quyết định rằng đây sẽ có 2 màu được thiết kế để mang một ý nghĩa đặc biệt, để hỗ trợ các nhà bán lẻ thì một tập hợp các nhãn hãng đĩa sẽ có chung, có lẽ dành cho viền kệ hay giá.
Trong một động thái chưa từng thấy, tất cả các thể loại "World music" được phối hợp với nhau và phát hành một băng cassette tổng hợp cho trang bìa của tạp chí âm nhạc NME. Tổng thời gian là 90 phút, mỗi băng là chứa một danh mục mini thể hiện các bài khác trong đĩa.
Trước khi có cuộc họp thứ 2, mọi thức đã trở nên rõ ràng rằng để cho chiến dịch thành công, cần phải có nhân viên báo chí chuyên về nhạc này. Các nhà báo sẽ có thể sắp xếp thời hạn khác nhau và cũng có thể bán âm nhạc như là một khái niệm cho các đài phát thanh quốc gia, và cả cho DJ khu vực là những người muốn mở rộng sự đa dạng của âm nhạc mà họ cung cấp. Các DJ là một nguồn lực quan trọng đối với "World music" như đã chứng kiến khi một thứ gì đó trở nên quan trọng đối với những cư dân bên ngoài London - hầu hết các khu vực có một di sản dân gian phong phú tương tự như vậy có thể được khai thác. Một cách tiết kiệm để đạt được tất cả những điều này sẽ là chiến dịch phát tờ rơi.
Bước tiếp theo là phát triển một bảng xếp hạng "World music", trong đó tập hợp lại thông tin bán từ khoảng 50 cửa hàng, để có thể biết cửa nơi nào bán thể loại này nhiều - điều này cho phép người nghe mới biết được cái gì đang đặc biệt phổ biến. Người ta đã đồng ý rằng tờ NME một lần nữa có thể tham gia vào việc in bảng xếp hạng và cả các tờ Music Week, tờ tạp chí được xếp hạng của London City Limits. Người ta cũng đề xuất rằng Andy Kershaw có thể được thuyết phục để điều hành bảng xếp hạng này trên chương trình thường xuyên của ông.

## Tháng "World Music"
Tháng 10 năm 1987 được dành cho "Tháng World musi". Một lễ hội âm nhạc, xuyên biên giới, được tổ chức tại Town & Country Club ở London, và nó là khởi đầu mùa đông của cả WOMAD và "Art Worldwide". Thông cáo báo chí chính nhấn mạnh các vấn đề vốn có trong chiến dịch.
Kể từ đầu những năm 80, sự nhiệt tình đối với âm nhạc "bên ngoài" văn hóa pop phương Tây đã được gắn kết ổn định. Ngày càng nhiều nghệ sĩ quốc tế, nhiều người trong số họ là những ngôi sao lớn ở đất nước mình, đến Anh và Bắc Mỹ trong chuyến lưu diễn. Họ bắt đầu, chẳng hạn như Bhundu Boys, chơi ở các câu lạc bộ và quán nhỏ, nhưng bây giờ nhiều hoạt động phổ biến và họ được chơi ở nhiều địa điểm lớn hơn.
Ví dụ về các chương trình của đài phát thanh chuyên về "world music" bao gồm "World of music trên Đài Tiếng Nói Hoa Kỳ, "Transpacific Sound Paradise| Thiên đường âm xuyên Thái Bình Dương" của WFMU,The Planet|Hành tinh" của đài ABC Radio National Úc, DJ Edu giới thiệu "DNA: Destination Africa (Điểm đến châu Phi)" trên BBC Radio 1Xtra, Adil Ray trên BBC Asian Network, chương trình củaAndy Kershaw trên BBC Radio 3 và của Charlie Gillett  on the BBC World Service.

## Ngày nay
Những chương trình phát thanh "World music" ngày nay thường chơi nhạc hip hop Châu Phi hoặc của các nghệ sĩ reggae (điệu nhảy với nhịp mạnh phổ biến của người Tây ấn (quần đảo Antilles)), các nhóm nhạc jazz chơi âm nhạc đan xen giữa nhạc Bhangra và nhạc Mỹ La tinh,… Các phương tiện truyền thông phổ biến cho "world music" bao gồm đài phát thanh công cộng, webcasting, BBC, NPR, và ABC (Australian Broadcasting Corporation]]). Phạm vi của khái niệm "world music" đã tăng lên. Theo mặc định, những dự án không-khu vực-cụ thể hoặc đa-văn -hóa thường được liệt kê vào thể loại chung của "World music".

## Những chỉ trích
Tiêu chuẩn địa lý chung được chấp nhận cho những gì gọi là "world music" đang phải hứng chịu những lời chỉ trích vì tính phổ quát không đối xứng của nó, mà gần như tất cả các khu vực được phân loại theo thuật ngữ này đã được xác định, liên quan đến văn hóa âm nhạc phương Tây; chủ yếu là do thực tế rằng cáccông ty chiếm lĩnh việc phân phối và xúc tiến dòng nhạc này đều bắt nguồn từ Tây Âu và Bắc Mỹ, cũng như tạo ra các diễn đàn để thiết lập thể loại nhạc này. Vì vậy, trong bối cảnh thị trường, âm nhạc "dân tộc" được xác định trong phạm vi bán kính mở rộng từ tâm là phương Tây.
Một số nhạc sĩ và người phụ trách bảo tàng âm nhạc đã không thích "world music". Đối với những nhà phê bình này, "World music" là một thuật ngữ tiếp thị và thiển cận đề chỉ tất cả các thể loại âm nhạc ngoài phương Tây. Ngày 3 tháng 10 năm 1999, David Byrne, người sáng lập của hãngLuaka Bop]], đã viết một bài xã luận trên tờ "The New York Times" nhan đề "I Hate world music" (Tôi ghét World music) trong đó ông giải thích sự phản đối của mình đối với thuật ngữ này. Byrne cho rằng việc dán nhãn và phân loại nền văn hóa khác như "kỳ lạ" sẽ thu hút một mối quan tâm không thành thật của khách hàng và hạn chế những khách hàng tiềm năng khác.

## Giải thưởng

### BBC Radio 3 Awards cho "World music"
Giải [BBC Radio 3 Award for "world music"] là một giải thưởng cho nghệ sĩ world music từ năm 2002 đến 2008, được tài trợ bởi BBC Radio 3. Giải thưởng này được nghĩ ra bởi biên tập viên Ian Anderson của tạp chí fRoots, lấy cảm hứng từ BBC Radio 2 Folk Awards.
Danh mục giải thưởng bao gồm: châu Phi, châu Á / Thái Bình Dương, châu Mỹ, châu Âu, Trung Đông và Bắc Phi, Những nghệ sĩ mới, Giao thoa Văn hóa, Club Global, Album của năm, và giải khán giả. Danh sách đề cử ban đầu trong mỗi hạng mục được lựa hàng năm bởi một ban gồm hàng ngàn các chuyên gia ngành âm nhạc. Ứng cử viên lọt vào danh sách sẽ được bầu chọn bởi một ban giám khảo gồm 12 thành viên, họ sẽ chọn người chiến thắng trong từng thể loại trừ giải Khán giả. Các thành viên ban giám khảo là do BBC bổ nhiệm và chủ trì. Lễ trao giải hàng năm được tổ chức tại BBC Proms và người chiến thắng sẽ được nhận một giải thưởng được gọi là một "Planet" (Hành tinh). Trong tháng 3 năm 2009, đài BBC đã quyết định bỏ giải BBC Radio 3 Awards for "world music"..

### Songlines Music Awards
Để phản ứng với quyết định của BBC về việc kết thúc chương trình giải thưởng đó, tạp chí World music của Anh, Songlines đã giới thiệu giải thưởng âm nhạc Songlines Music Awards vào năm 2009 "để công nhận tài năng xuất sắc trong "World music".

### WOMEX Awards
Giải WOMEX ("The Music World Expo) được giới thiệu lần đầu tiên vào năm 1999 để tôn vinh những thành tích world music trên cấp độ quốc tế và thừa nhận những tài năng âm nhạc xuất sắc, tầm quan trọng đối với xã hội, thành công về mặt thương mại, có ảnh hưởng đến chính trị và thành tựu trọn đời.. Tháng 10 hằng năm, tại sự kiện WOMEX, bức tượng giải thưởng - một bức tượng mẹ nữ thần cổ đại có niên đại khoảng 6000 năm tuổi vào thời kỳ đồ đá mới - được trao tặng trong một buổi lễ trao giải cho một thành viên xứng đáng của cộng đồng world music.

## Lễ hội
Có rầt nhiều lễ hội được xác định là "World music" và ở đây chỉ giới thiệu một vài đại diện:
- WOMAD Foundation tổ chức lễ hội ở khắp các nước trên thế giới. Những lễ hội của nghệ sĩ bao gồm Nusrat Fateh Ali Khan, Youssou N'dour, Peter Gabriel và Jaojoby[27]

### Australia
- The Globe to Globe World Music Festival diễn ra ở City of Kingston, Melbourne, trong 2 ngày vào tháng 1 hàng năm.[28]

### Bangladesh
- Dhaka World Music Festival diễn ra ở [Dhaka].

### Bỉ
- Sfinks festival ở Boechout, Bỉ là một lễ hội "World music" diễn ra 4 ngày.

### Croatia
Ethnoambient Ethnoambient Lưu trữ ngày 26 tháng 3 năm 2018 tại Wayback Machine là 1 festival "World music" trong 2 hoặc 3 ngày được tổ chức mỗi mùa hè (bắt đầu từ năm 1998) tại Solin một thị trấn ở trung tâm của Dalmatia, phía nam của Croatia.

### Pháp
- Festival de l'Inde diễn ra ở Evian, Haute-Savoie.

### Đức
- Các TFF Rudolstadt diễn ra hàng năm vào tuần đầu tháng bảy đầy đủ trong Rudolstadt, Thuringia, Đức.
- Các Đức Liên hoan World music der Klangfreunde diễn ra mỗi cuối tuần đầu tiên của tháng tám, tại Schlosspark Loshausen. Klangfreunde e. V. là một tổ chức phi lợi nhuận]].
- Wilde Tone, für Lễ hội dân gian và Weltmusik trong Braunschweig Đức [29]

### Ý
- Các Ariano Folkfestival là một năm ngày "World music" lễ hội được tổ chức mỗi mùa hè trong Ariano Irpino, một thị trấn nhỏ ở miền nam Italy.
- World Music Festival Lo Sguardo di Ulisse lần đầu tiên được tổ chức vào năm 1997 tại Campania, Italy.

### Malaysia
- Rainforest World Music Festival là một lễ hội "World music" được tổ chức tại Malaysia.

### Mali (Tây Phi)
- Các festival ở sa mạc diễn ra hàng năm tại Essakane, gần Timbuktu, ở Mali, Tây Phi và đã có một vị thế quốc tế bất chấp những khó khăn trong việc đến được địa điểm.[30]

### Morocco
- Mawazine là một lễ hội "world music" diễn ra hàng năm ở Rabat, Maroc, nêu bật âm nhạc Ả Rập và quốc tế.[31]

### New Zealand
- Lễ hội ở New Plymouth, New Zealand. Đầu tháng 3 hàng năm.  Lưu trữ ngày 22 tháng 9 năm 2010 tại Wayback Machine

### Ba Lan
- Cross-Culture Warsaw Festival, Ba Lan. Tháng 9 hàng năm.  Lưu trữ ngày 22 tháng 3 năm 2012 tại Wayback Machine
- Ethno Port, Poznan, Ba Lan. Tháng 6 hàng năm.
- Ethno Jazz Festival ở Wroclaw, Ba Lan. Gồm một số sự kiện kéo dài suốt cả năm.
- Different Sounds (Inne brzmienia), Lublin, Ba Lan. Tháng 7 hàng năm.  Lưu trữ ngày 6 tháng 2 năm 2013 tại Wayback Machine
- Francophonic Festival ở Warsaw, Ba Lan. Tháng 3 hàng năm.
- Nowa Tradycja (New Tradition), Warsaw, Ba Lan. Tháng 5 hàng năm.
- Siesta Festival, Gdansk, Ba Lan. Ấn bản đầu tiên vào tháng 4/ tháng 5 năm 2011.

### Bồ Đào Nha
- Festival Músicas do Mundo, Sines, quận Setúbal là một lễ hội "World music" được tổ chức lần đầu vào năm 1998, tại một ngôi làng xinh đẹp gần bờ biển Bồ Đào Nha

### Romania
- Plai Festival ở Timisoara

### Serbia
- The Serbia World Music Festival là một lễ hội world music kéo dài 3 ngày được tổ chức mỗi mùa hè tại Takovo, một ngôi làng nhỏ ở miền trung Serbia.

### Tây Ban Nha
Những lễ hội world music quan trọng nhất của Tây Ban Nha là:
- Etnosur, ở Alcalá la Real, Jaén (khu vực Andalucía)
- Pirineos Sur, ở vùng Aragón
- Festival Internacional de Música Popular Tradicional ở Vilanova i la Geltrú / Vilanova International World Music Festival (Catalonia)
- La Mar de Músicas, Cartagena (vùng Murcia)
- Fira Mediterrània ở Manresa (Catalonia)
- WOMEX ở Seville (2003, 2006, 2007, 2008)

### Thụy Điển
- Urkult Näsåker, Ångermanland, tháng 8 hàng năm.

### Thổ Nhĩ Kỳ
- Konya Mystic Music Festival, được tổ chức hàng năm ở Konya từ năm 2004, những năm gần đây trong dịp kỷ niệm sinh nhật của Rumi. Lễ hội này chủ yếu dành cho âm nhạc truyền thống từ khắp nơi trên thế giới với một phong cách huyền bí, nội dung tôn giáo và/hoặc linh thiêng..[32]

### Ukraina
- Svirzh World Music Festival (vùng Lviv)

### Vương Quốc Anh
- Glastonbury Festival tổ chức ở Worthy Farm gần Glastonbury hàng năm
- Music Village Festival là lễ hội kéo dài nhất của các nền văn hóa trên thế giới ở châu Âu. Được tổ chức 2 năm một lần ở London và bắt đầu từ năm 1983. Được tổ chức bởi tổ chức Hợp tác Văn hóa

### Liên bang Mỹ
- California World Music Festival được tổ chức mỗi tháng 7 tại Nevada County Fairgrounds.
- World Sacred Music Festival được tổ chức hàng năm tại Olympia, tiểu bang Washington, được tài trợ bởi Interfaith Works.
- FloydFest ở [[Floyd, Virginia, Hoa Kỳ, dành cho những nghệ sĩ thuộc nhiều thể loại phong cách đa dạng bao gồm [Ani DiFranco]], Geno Delafose & French Rockin 'Boogie, Trumystic, Nickel Creek và Akoya Afrobeat Enemble.
- Finger Lakes GrassRoots Festival of Music and Dance ở Trumansburg, New York, Hoa Kỳ, chủ yếu dành cho các nghệ sĩ từ nhiều nơi trên thế giới và các thể loại âm nhạc dân tộc bao gồm Tinariwen, Thomas Mapfumo, Michael Franti, D'Gary, Boubacar Traore, Mamadou Diabate, và những thể loại khác từ khắp nơi trên thế giới.
- Stern Grove Festival là một là một lễ ăn mừng của âm nhạc và đa dạng văn hóa ở San Francisco. Ví dụ: Lucinda Williams, John Doe, Ojos de Brujo, O-Maya, Ladysmith Black Mambazo, Funk Brothers và dàn nhạc giao hưởng và các ngôi sao opera.
- Starwood Festival đã được tổ chức vào tháng Bảy hàng năm kể từ năm 1981 tại các địa điểm khác nhau ở Mỹ. Lễ hội này nêu bật các loạn hình world music như Amampondo, Babatunde Olatunji, Badal Roy, Sikiru Adepoju, the Prodigals, Yaya Diallo, Merl Saunders and the Rainforest Band, Baka Beyond, Stephen Kent, Cyro Baptista, Airto Moreira, Muruga Booker, Gaelic Storm, Halim El-Dabh.

## Các tài liệu tham khảo
- Nidel, Richard (2004). World Music: The Basics. ISBN 0-415-96801-1.  accessdate 2010-04-24